# スカイ (アイスクリーム)
スカイ(Sky)は、江崎グリコより販売されていたアイスクリームである。

## 概要
1973年販売開始。サワーバニラ味のアイスクリームである。大阪の喫茶店で出されていたバニラアイスが原型となっている。

## 年表
- 1973年 - 販売開始。発売から約10年間、アイスの蓋は紙蓋（落とし蓋）であった[1]。
- 2014年 - 味がリニューアル。これまでの味を生かし、北海道産の生クリームをプラスした。
- 2017年 - 製造終了。